# Nové Hobzí
Nové Hobzí (dříve též Nová Hobža či Nová Ves, německy Neuhart) je malá vesnice, část obce Staré Hobzí v okrese Jindřichův Hradec v Jihočeském kraji. Nachází se asi tři kilometry jižně od Starého Hobzí. Nové Hobzí je také název katastrálního území o rozloze 0,82 km².

## Název
Vesnice po založení dostala přívlastek Horní, později Nové na odlišení od Starého Hobzí. 

## Historie
Historický lexikon obcí České republiky 1869–2005 uvádí první písemnou zmínku o vesnici kolem roku 1670. Gregor Wolný mylně udává, že původně snad šlo o ves Neudorf. Statek Nové Hobzí měl být založen v roce 1675 při dělení majetku mezi bratry von Schneidau, kdy došlo k odloučení panství Staré Hobzí. Rudolf Hruschka, za první republiky učitel na německé škole v Jemnici a později ve Starém Hobzí, datuje založení vsi Antonem Josefem von Schneidau těsně před rokem 1676, což potvrzuje i Časopis Matice moravské. Během 17.–19. století se střídaly názvy obce: 1688 Horní Hobzí, 1718 Neuhart, 1720 Neuhart, 1751 Neuhart, 1846 Neu Hart, Nowa Hobza, 1872 Neuhart, Nové Hobzí.

### Vznik Nového Hobzí
V době (1627), kdy Jindřich Zahrádecký přenechal dědictví svým sirotkům Karlovi Bohubudovi a Elisabeth, sestával majetek v Hobzí ze čtyř vsí:
- Hobzí (Wes Hobzy) se 3 hospodářskými dvory a 14¼ lánu zemědělské půdy (4 celoláníci, 1 ¾-láník, 7 ½-láníků, 12 ¼-láníků, 8 ⅛-láníků a 2 mlynáři s 1 lánem)
- Nová Ves (Nowa wes) s 20 lány (11 celoláníků, 3 ¾-láníci, 8 ½-láníků, 6 ¼-láníků a 1 řtyřpětinový láník)
- Bělčovice (Wes Bielczowicze) s jedním hospodářským dvorem a 8½ lány (5 celoláníků, 2 ¾-láníci, 2 ½-láníci a 4 ¼-láníci)
- Modletice (Wes Modloticze) s 8 a ½ lány (5 celoláníků, 5 ½-láníků, 4 ¼-láníci)
- Čermakovice (Wes Cziermakowicze, zpustlá ves Schenakowitz) s 11 a ¼ lány (7 celoláníků, 6 ½-láníků a 5 ¼-láníků).[11]

Franz von Schneidau a jeho manželka Maria Anna, rozená von Schelleberg, koupili Hobzí, Bělčovice, Mutnou, Modletice, pusté Čermakovice (Schenakowitz) a část vinice u Hnanic. Po otcově smrti si jeho tři synové Franz Christoph, Heinrich Burkard a Anton Josef 31. července 1674 rozdělili majetek na tři stejné díly. Majetek v té době sestával z kopce Montserrat, zámku se zeleninovou zahrádkou a novou zahradou, pivovaru a vsi Hobzí, pustých Čermakovic (Schenakowitz), Bělčic s hospodářským dvorem a ovčínem, Modletic s ovčínem a mlýnem (Hofmühl), Mutné s ovčínem, hospodářského dvora v Hejnicích a svobodného statku v Cizkrajově (přikoupil v roce 1658 Franz von Schneidau).
Anton Josef von Schneidau, který po otci zdědil mimo části Dešné, Županovic, poloviny pivovaru v Hobzí a jižní části panství s hospodářským dvorem a vsí Modleticemi, získal 8. června 1675 společně s Heinrichem Burkardem od bratra Franze Christopha také jeho díl. Heinrich Burkard si podržel polovinu zámku se stájemi a polovinou nové zahrady, Anton Josef polovinu dvora Hejnice (Hönitzhof), polovinu vsi Mutné a kvůli lepší správě svého majetku si nechal postavit nedaleko hospodářského dvora a ovčína mezi Modleticemi a mlýnem (Hofmühle) zámeček s kaplí, později také pivovar, čímž položil základ nové vsi. Ves byla kvůli rozlišení nazývána Nové Hobzí (Neuhart). Poprvé je ves zmíněna v matrikách obce Nové Sady jako „neohardt“ 9. prosince 1676. Označení „nového“ Hobzí se vžívalo celkem pomalu. Název Staré Hobzí(„althardt“) se ve farních matrikách objevuje sice již 23. června 1677, ale od 30. září 1692 do roku 1697 zase jen původní název Hobzí („Harth“), v letech 1697–1729 střídavě „Harth“ a „Althart“, teprve v roce 1729 se pak pravidelně objevuje název Nové Hobzí.

### Další majitelé
Heinrich Burkard 13. března 1685 svůj díl odprodal (se 7 chovnými rybníky, Louckým mlýnem a židovskou obcí ve Starém Hobzí) ovdovělé baronce Marii Margareth Trautsohn von Falkenstein, rozené von Rappach, která pak ještě přikoupila od Antona Josefa 20. června 1687 jeho díl pivovaru ve Starém Hobzí. Mutnou prodal Anton Josef 12. srpna 1689 Karlovi Jakubovi, rytíři von Tomazoll auf Welking. Po smrti Antona Josefa (1699) spravovala panství Nové Hobzí až do roku 1710 vdova Christine Kunigunde von Schneidau, která je pak převedla na své dvě dcery Marii Annu a Josefu Františku. Obě dědičky panství už za tři roky prodaly (26. června 1713) majiteli Starého Hobzí Maxovi Franzovi von Deblin. Max Franz von Deblin sice Nové Hobzí krátce propachtoval Johannu Eichelovi, inspektorovi deblinských majetků, ale nakonec obě Hobzí spojil, čímž byl rozvoj samostatné obce zpečetěn. Na tom nic nezměnila ani skutečnost, že na zámečku v Novém Hobzí bydlel v letech 1714-1730 syn Franz Anton von Deblin, který v roce 1733 přesídlil do nově zbudovaného zámku ve Starém Hobzí.

### Původní ves se zámečkem
Zámeček s kaplí je poprvé písemně zmíněn v roce 1699. Jednalo se o obdélníkovou stavbu na jižní straně s kruhovou rohovou věžičkou. Zámeček se nacházel na ostrůvku, obehnaném z jedné strany řekou Dyjí a z druhé potokem/mlynářským náhonem (Mühlbach). Přes řeku vedla dřevěná lávka. Nový mlýn byl postaven z části na základech tehdejšího zámečku. V matrikách Nových Sadů je zámeček uváděn v roce 1756 jako „arce“ (archa), od roku 1774 pak pod čp. 1, kdy sloužil k ubytování panského služebnictva (hajný, sluhové, bednáři) a teprve ve 40. letech 19. století, kdy už byl ve zchátralém stavu, Alfonsem von Pallavicini až na pár zdí zbourán. Ves čítala v té době 95 obyvatel (47 mužů a 48 žen), dále se zde nacházel hospodářský dvůr s vinopalnou a hostinec.
Původní starý mlýn Hofmühle stával na stejném břehu asi 250 metrů proti proudu u současného jezu. Německý název polní trati Teichwiese (louka u rybníka) udává místo tehdejšího rybníka u mlýna a Bräuer- či Brauhauswiese (louka u pivovaru) místo tehdejšího pivovaru, který nechal majitel panství Alphons von Pallavicini kolem roku 1850 strhnout. Stál v místě, kde se křížil náhon mlýna s cestou do Václavova. Pivovarské sklepy sahaly až do protilehlé stráně a voda do pivovaru byla přiváděna trubkami od pramene v polní trati Tenlgarten. Stará myslivna byla přestavěna na privátní dům (čp. 1), na jehož zahradním pozemku kdysi stával sládkův domek (Bräuerswohnung). Ještě na začátku 20. století existovala u cesty do Modletic část tehdejšího ovčína v podobě malého domku. Vinopalna (Branntweinbrennerei) u hospodářského dvora, postavená za pánů z Deblína, ustoupila přestavbě za posledního majitele. Zrovna tak zmizela rasovna na cestě k Václavovu.

## První spolková činnost
Po založení místního odboru Ústřední matice školské „Dačice a okolí” v roce 1891 se rozvinulo české národovectví také mezi obyvatelstvem v Novém Hobzí.
„Zdar Matici! Kroužek veselé společnosti v Novém Hobzí za příčinou odchodu lesního příručího p. Karla Honke do Čech sebral na ústřední matici školskou 1 zl., kterýžto obnos p. Karel Gartner, nadučitel v Pálovicích, odevzdal naší redakci.“
 Dačické listy 1894, č. 4, s. 3
„Nazdar Matici! Při zábavném večeru v Novém Hobzí vybráno ve prospěch ústřední matice školské 2 zl. 40 kr., kteréž prostřednictvím naší redakce pokladníku místního odboru odvedeny byly.“ 
Dačické listy 1895, č. 7 s. 3

## Novodobé dějiny
Za první republiky ve 20. letech 20. století mělo Nové Hobzí 16 popisných čísel se 71 obyvateli katolického vyznání, z nichž bylo 35 Čechů a 33 Němců. Nadále zde byl uváděn „panský dům“, hospodářský dvůr, mlýn, hostinec a sýpka. Zámeček byl pak ve 30. letech přestavěn na byty. V období záboru, kdy Nové Hobzí spadalo pod župu Dolní Podunají, vlastnil mlýn (na pravém břehu Dyje) Jan Šebesta. Po odsunu německého obyvatelstva v roce 1945 držel mlýn Josef Šulak, který ho provozoval až do své smrti v roce 1952. Obecní dřevěný most přes Dyji nahradila po jeho stržení (po roce 1945) úzká železná lávka. Na kraji obce při příjezdu od Starého Hobzí stojí sýpka (kulturní památka) z první poloviny 19. století. Jedná se o empírovou zděnou dvoupatrovou budovu se sedlovou střechou.

## Přírodní poměry
Podél západního okraje vesnice protéká řeka Moravská Dyje, jejíž niva zde je chráněna jako přírodní památka Moravská Dyje.

## Obyvatelstvo
| Rok            | 1869 | 1880 | 1890 | 1900 | 1910 | 1921 | 1930 | 1950 | 1961 | 1970 | 1980 | 1991 | 2001 | 2011 | 2021 |
| -------------- | ---- | ---- | ---- | ---- | ---- | ---- | ---- | ---- | ---- | ---- | ---- | ---- | ---- | ---- | ---- |
| Počet obyvatel | 89   | 96   | 99   | 77   | 81   | 71   | 67   | 42   | 46   | 30   | 14   | 9    | 12   | 10   | 8    |
| Počet domů     | 15   | 16   | 16   | 16   | 16   | 16   | 15   | 14   | 11   | 11   | 7    | 10   | 10   | 13   | 12   |

## Pamětihodnosti
- Zvonička
- Vodní mlýn čp. 2
- Sýpka